# Nationaldenkmal für die Befreiungskriege

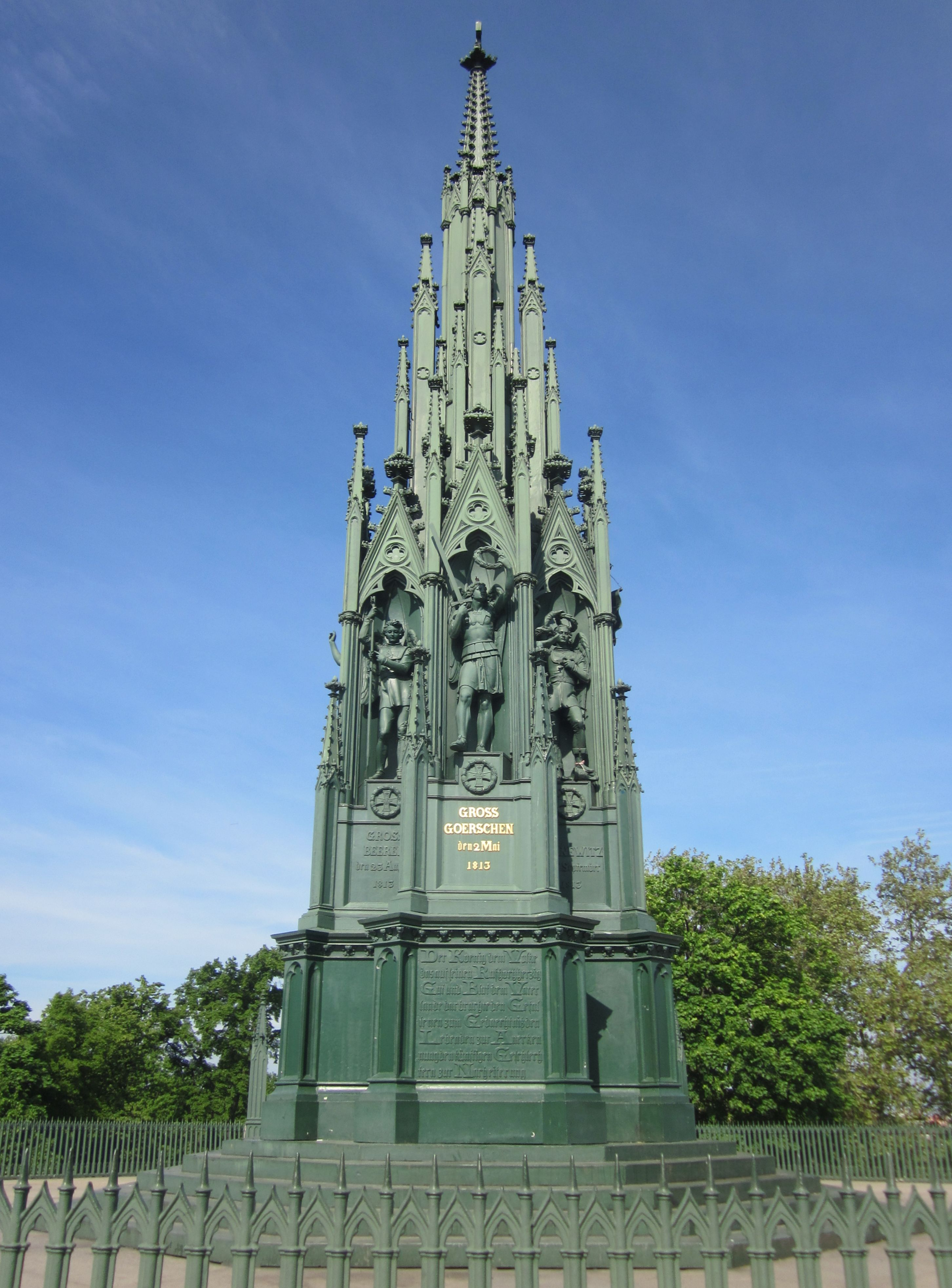
Ansicht des Nationaldenkmals für die Befreiungskriege

Das Nationaldenkmal für die Befreiungskriege (auch: Kreuzbergdenkmal) im Viktoriapark im Berliner Ortsteil Kreuzberg erinnert an die deutschen Befreiungskriege (1813–1815). Es wurde 1817 bis 1821 von Karl Friedrich Schinkel im Stil der Neogotik errichtet.

## Geschichte

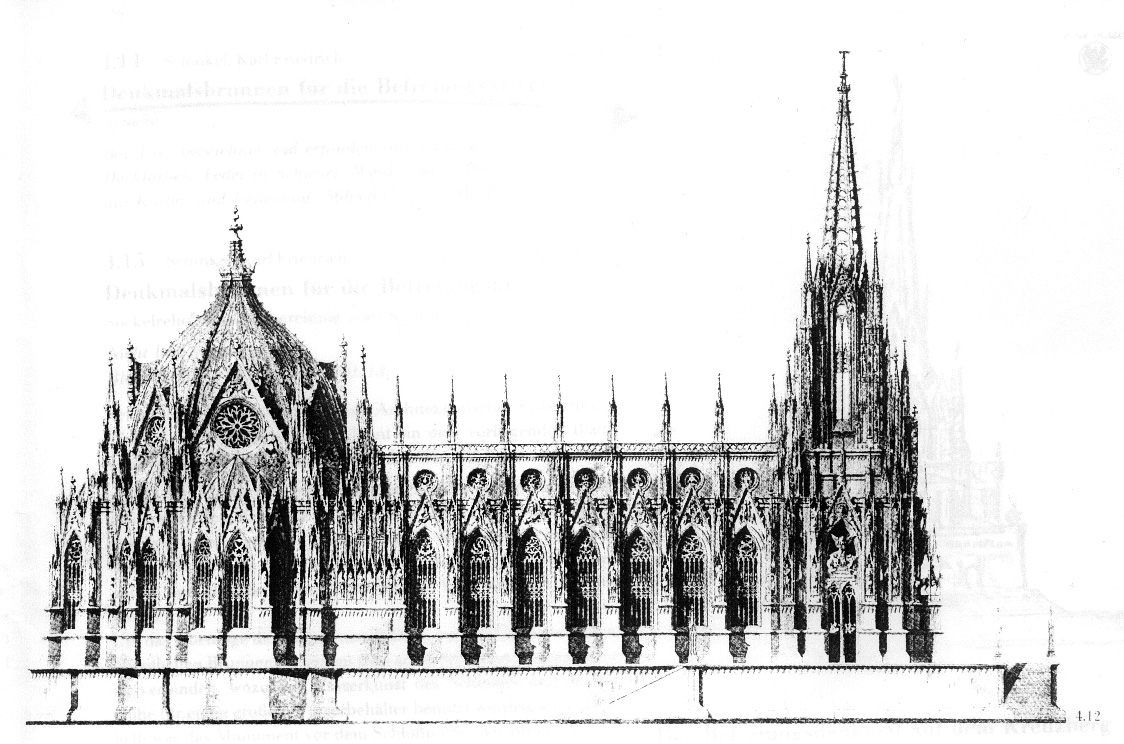
Entwurf des Befreiungsdoms

Die Idee, den Gefallenen der Befreiungskriege ein Denkmal zu stiften, ging ursprünglich von der Berliner Bürgerschaft aus und wurde vom preußischen König Friedrich Wilhelm III. aufgegriffen. Geplant war zunächst die Errichtung eines monumentalen Befreiungsdoms vor dem Potsdamer Tor, was man jedoch aus Kostengründen verwarf. Auf der höchsten Stelle des damaligen Tempelhofer Berges legte der König am 19. September 1818 den Grundstein des Nationaldenkmals für die Befreiungskriege. Der Architekt war Karl Friedrich Schinkel. Die Plastiken wurden von Christian Daniel Rauch, Friedrich Tieck und Ludwig Wichmann entworfen und ausgeführt. Den Guss übernahm die Königlich Preußische Eisengießerei, die auch schon die Eisernen Kreuze hergestellt hatte. Es ist ein typisches Beispiel des Fer de Berlin vom Eisengießer Conrad Geiß. Die Einweihung des Kreuzbergdenkmals fand am 30. März 1821 statt, dem Jahrestag der Erstürmung des Montmartre während der Schlacht bei Paris. Auch der russische Zar Alexander I. wohnte der Zeremonie bei. Bei gleicher Gelegenheit erhielt der Hügel seinen heutigen Namen Kreuzberg.
Das Denkmal blieb bis zur Gründerzeit in den 1870er Jahren die höchste Erhebung in Kreuzberg. Als im Zuge der Stadterweiterung andere Bauten dem Denkmal den Rang ablaufen wollten, wurde dies von der Polizei verhindert. Die Klage eines Bauherrn führte dann zum sogenannten „Kreuzbergurteil“, einer bahnbrechenden Entscheidung des Preußischen Oberverwaltungsgerichts. Kaiser Wilhelm I. ließ das 18,83 Meter hohe und 200 Tonnen schwere Denkmal 1875–1879 unter der Federführung des Bauingenieurs und -beamten Johann Wilhelm Schwedler hydraulisch auf ein acht Meter hohes Podest hieven. Dies erfolgte mit zwölf hydraulischen Pressen, jede mit einem Wasserdruck von 30 Atmosphären und einer Hebekraft von 16 Tonnen. Ursprünglich war das Denkmal in einer exakten Nord-Süd- bzw. West-Ost-Ausrichtung angelegt. Bei der Hebung wurde das Denkmal um 21° gedreht, sodass es nun genau in einer Achse mit der Großbeerenstraße ausgerichtet wurde. Der Bau der Plattform, die im Inneren weiträumige Gewölbe enthält, erfolgte nach Plänen von Johann Heinrich Strack und beherbergt inzwischen eine Fledermauskolonie und ein Lapidarium. Ab 1888 wurde zu Füßen des Denkmals der Viktoriapark mit einem 24 Meter hohen künstlichen Wasserfall angelegt, der dem Zackelfall im Riesengebirge nachgebildet ist.

## Beschreibung

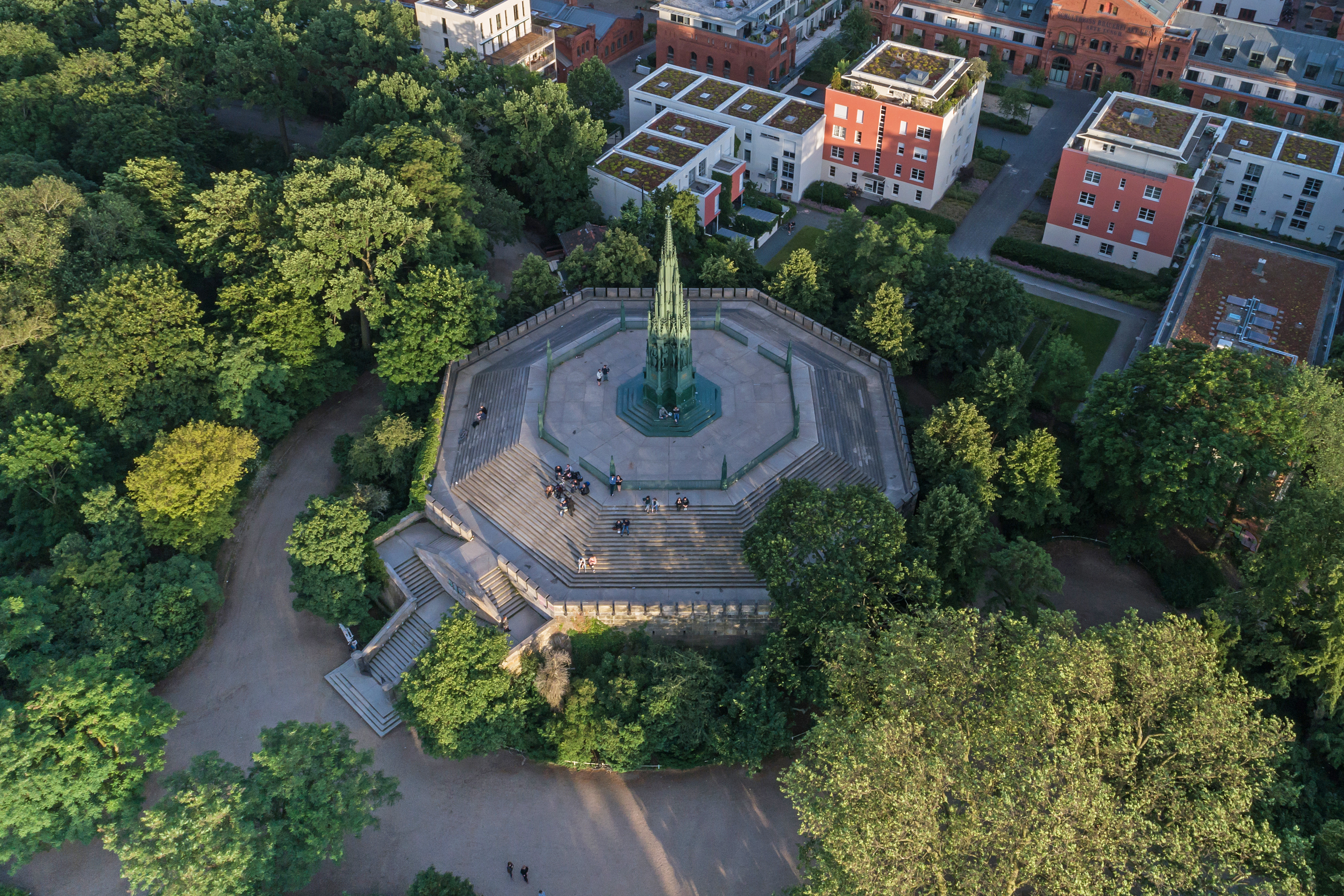
Luftbild des Kreuzbergdenkmals

Das Denkmal wurde in Form einer gotischen Fiale gestaltet und ist mit einem Eisernen Kreuz bekrönt. Schinkel ließ sich dabei von den Turmspitzen des Kölner Doms inspirieren. An den zwölf Außenseiten des kreuzartigen Grundrisses stehen zwölf gusseiserne Genien, die jeweils eine Schlacht der Befreiungskriege symbolisieren und Porträtähnlichkeit mit preußischen Feldherren und Mitgliedern des Königshauses aufweisen. Die vier am prominentesten nach außen hervortretenden sind Groß-Görschen 2. Mai 1813, Leipzig 18. Oktober 1813, Paris 30. März 1814 und Belle-Alliance 18. Juni 1815. Mit Großgörschen gedenkt es nicht nur der Siege, sondern auch einer Niederlage. In den Ecknischen wird an folgende Schlachten erinnert: Schlacht bei Wartenburg, Schlacht bei Kulm, Schlacht bei La Rothière, Schlacht bei Laon, Schlacht von Bar-sur-Aube, Schlacht bei Großbeeren, Schlacht bei Dennewitz, Schlacht an der Katzbach. Die Widmungsinschrift unter der Tafel „Groß-Görschen“ verfasste im Auftrag des Königs der Altphilologe August Boeckh:
Der König dem Volke,

das auf seinen Ruf hochherzig

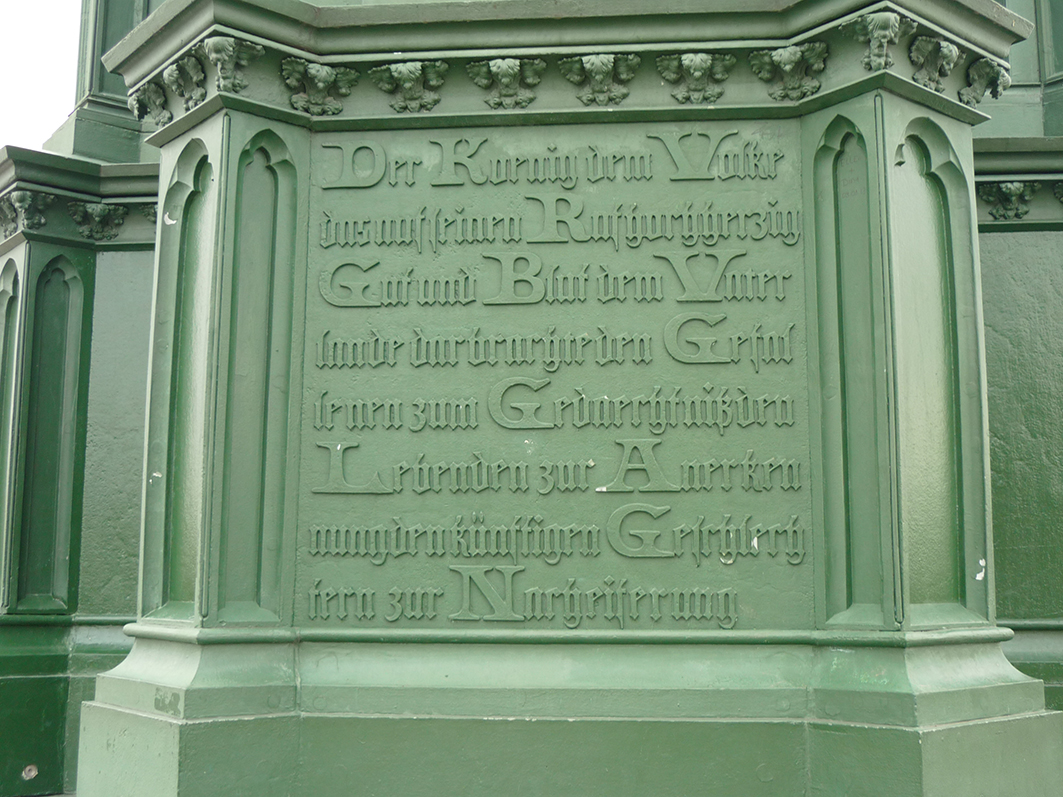
Ansicht der Inschrift

Gut und Blut dem Vaterlande darbrachte.

Den Gefallenen zum Gedächtniß,

den Lebenden zur Anerkennung,

den künftigen Geschlechtern zur Nacheiferung.
| Beschreibung                                | Bild   | Statue | Entworfen von | Ausgeführt von | Gesichtsähnlichkeit                                                                                      |
| ------------------------------------------- | ------ | --- | ------------- | -------------- | --- |
| Leipzig, 18. Oktober 1813                   | Mitte  | Genius in der antiken griechischen Rüstung, gekrönt mit einer Strahlenkrone, seine Hände ruhen auf einem Schild mit den Wappen der drei Verbündeten Preußen, Österreich und Russland     | Rauch         | Wichmann       | Wilhelm von Preußen, Bruder des Königs                                                                   |
| Schlacht bei Dennewitz, 6. September 1813   | Rechts | Genius in der Rüstung eines Landwehrsoldaten, in der linken Hand ein Schwert vor die Brust haltend; in seiner rechten statt über dem Kopf ein Lorbeerkranz                               | Rauch         | Wichmann       | Friedrich Wilhelm Bülow von Dennewitz                                                                    |
| Schlacht bei Kulm, 30. August 1813          | Links  | Genius in der Form Hercules, trägt das Fell des Nemëischen Löwen, stützt sich mit der Linken auf eine Keule, die auf dem Kopf des Kretischen Stiers ruht, mit Blick auf den Lorbeerkranz | Tieck         | Wichmann       | König Friedrich Wilhelm III.                                                                             |
| Groß-Görschen, 2. Mai 1813                  |        | Genius in der antiken griechischen Rüstung mit einem Schwert und einem Lorbeerkranz | Tieck         | Wichmann       | unbekannt, oder Leopold von Hessen-Homburg, weil er in der Schlacht fiel, evtl. auch Wilhelm von Preußen |
| Schlacht an der Katzbach, 26. August 1813   | Rechts | Genius in der antiken griechischen Rüstung mit einem Lorbeerkranz in der Hand | Wichmann      | Wichmann       | Gebhard Leberecht von Blücher als junger Mann                                                            |
| Schlacht bei Großbeeren, 23. August 1813    |        | Jugendlicher Genius in Landsturmrüstung, mit Berliner Wappen auf der Brustrüstung, seine Lanze mit Keimen von Lorbeerblättern in den Boden gerammt                                       | Tieck         | Tieck          | Friedrich Wilhelm IV., Sohn des Königs                                                                   |
| Schlacht von Belle Alliance, 18. Juni 1815  |        | Genia in einer Tunika, symbolisiert den Frieden von Paris; als Frucht dieser letzten Schlacht zeigt sie einen Olivenzweig                                                                | Rauch         | Rauch          | Charlotte von Preußen, Tochter Friedrich Wilhelms III., Gemahlin des Großfürsten Nikolaus Pawlowitsch    |
| Schlacht bei Laon, 9. März 1814             | Rechts | Genius in alter deutscher Rüstung und Mantel, einen Drachenkopf unter seinen Füßen stechend                                                                                              | Tieck         | Tieck          | Wilhelm von Preußen, Bruder des Königs                                                                   |
| Schlacht von Bar-sur-Aube, 27. Februar 1814 | Mitte  | Jugendlicher Genius in antiker griechischer Rüstung mit Lanze und Schild mit dem preußischen Wappen                                                                                      | Wichmann      | Wichmann       | Wilhelm I., Sohn des Königs                                                                              |
| Paris, 30. März 1814                        | Mitte  | Genia, gekrönt von einem Lorbeerkranz | Rauch         | Rauch          | Luise von Mecklenburg-Strelitz                                                                           |
| Schlacht bei La Rothière, 1. Februar 1814   | Rechts | Genius in nordischer Rüstung, schreitet nach vorne, in der Linken einen Lorbeerzweig | Rauch         | Wichmann       | Alexander I., Kaiser von Russland                                                                        |
| Schlacht bei Wartenburg, 3. Oktober 1813    | Links  | Genius in antiker griechischer Rüstung, ein Schritt in eine Rinde als Teil einer Pontonbrücke                                                                                            | Rauch         | Wichmann       | Ludwig Yorck von Wartenburg                                                                              |

## Netzwerk von Denkmälern
Das Nationaldenkmal in Berlin ist der zentrale und letzte Punkt von weiteren Denkmälern dieser Art. In vereinfachter Form wurde dieses Denkmal von Schinkel auf sieben Schlachtenorten 1817 aufgestellt, von denen fünf erhalten blieben. Die Inschrift lautet „Die gefallenen Helden ehrt dankbar König und Vaterland. Sie ruhn in Frieden. [Schlachtort und Datum]“.
| Ort                         | Schlacht                    | Denkmal                                | Zustand                                | Besonderheit                |
| --------------------------- | --------------------------- | -------------------------------------- | -------------------------------------- | --------------------------- |
| Großgörschen                | Schlacht bei Großgörschen   | Schinkel-Tabernakel von Großgörschen   | erhalten                               | 1985 versetzt               |
| Haynau                      | Gefecht bei Haynau          |                                        | 1945 von polnischen Pionieren zerstört |                             |
| Großbeeren                  | Schlacht bei Großbeeren     | Schinkel-Tabernakel von Großbeeren     | erhalten                               | 1853–1982 auf Säule stehend |
| Wartenburg                  | Schlacht bei Wartenburg     | Schinkel-Tabernakel von Wartenburg     | teilweise erhalten                     | erst 1863 errichtet         |
| Bellwitzhof (pl: Bielowice) | Schlacht an der Katzbach    | Schinkel-Tabernakel von Bellwitzhof    | nicht erhalten                         | mit Invalidenhaus           |
| Varvažov (Telnice)          | Schlacht bei Kulm           | Schinkel-Tabernakel von Kulm           | erhalten                               | auf Sandsteinsäule stehend  |
| Niedergörsdorf              | Schlacht bei Dennewitz,     | Schinkel-Tabernakel von Dennewitz      | erhalten                               | 2002 gründlich saniert      |
| Plancenoit                  | Schlacht bei Belle Alliance | Schinkel-Tabernakel von Belle-Alliance | erhalten                               | 1832 beschädigt             |

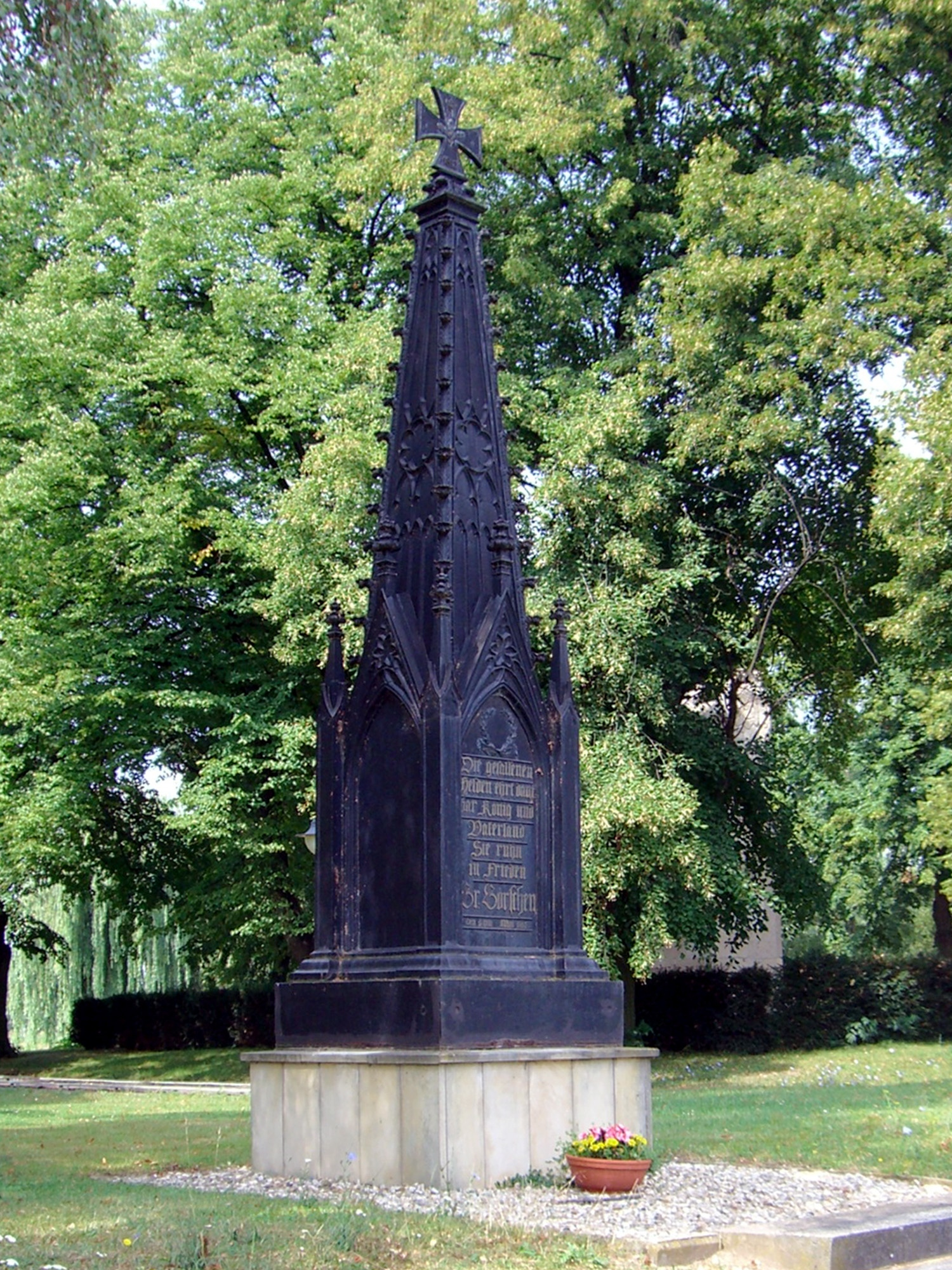
Großgörschen
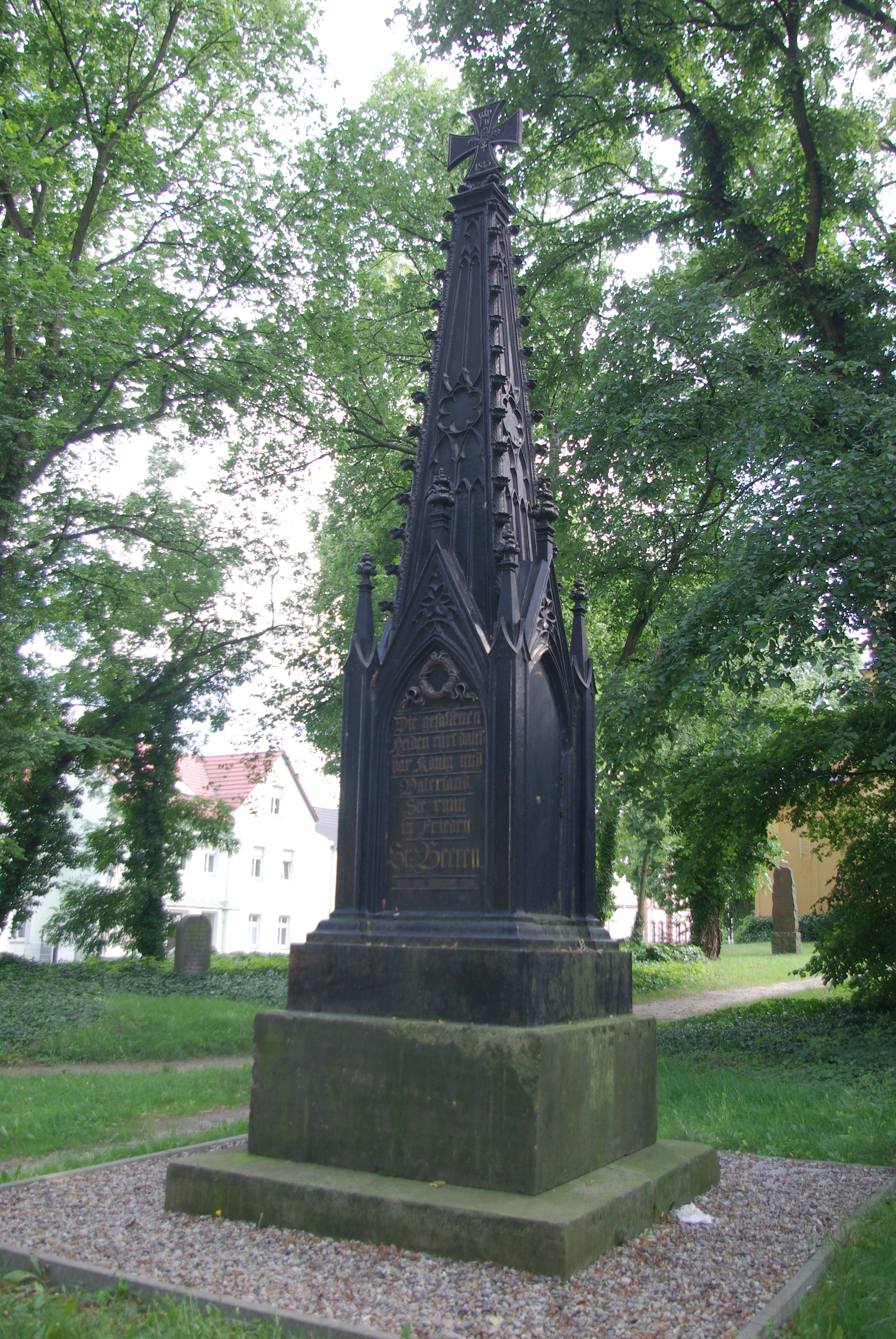
Großbeeren
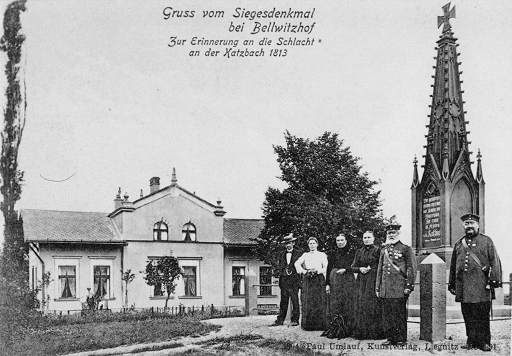
Bellwitzhof
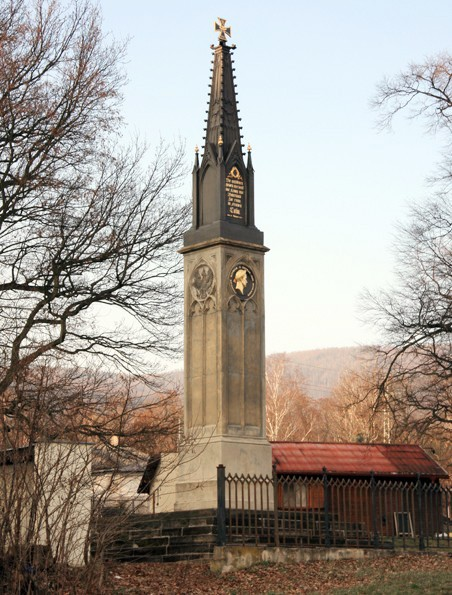
Kulmdenkmal in Varvažov
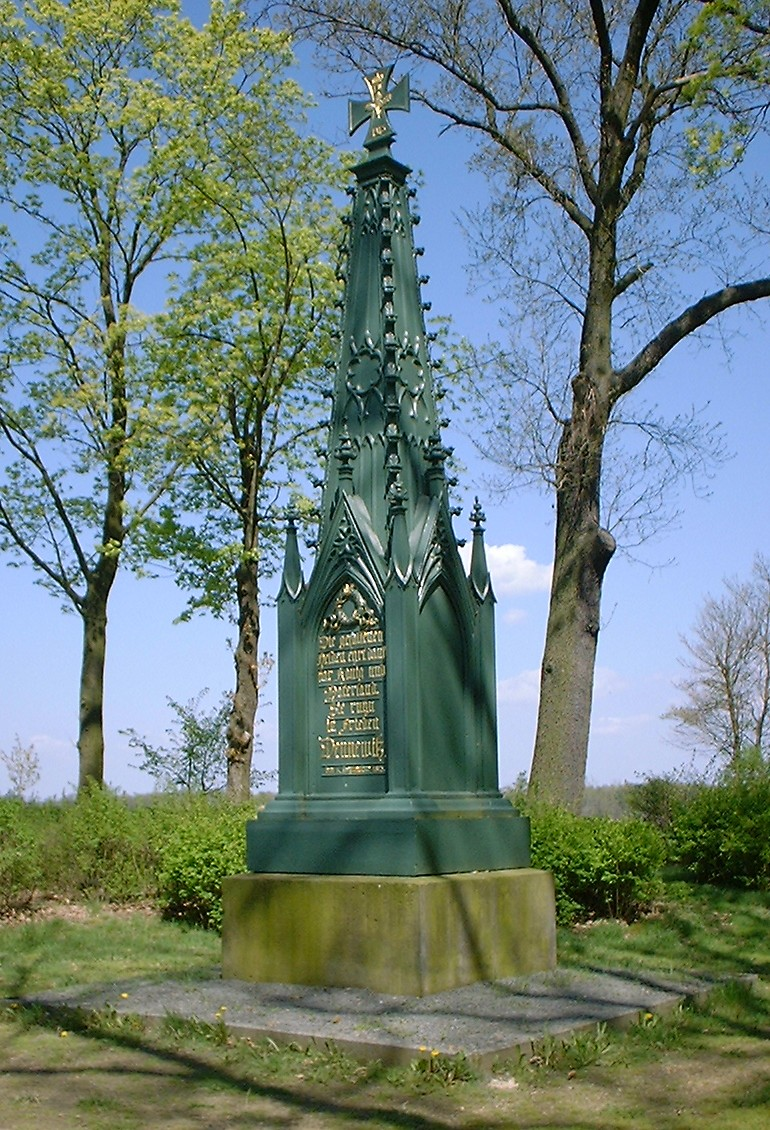
Dennewitzdenkmal in Niedergörsdorf
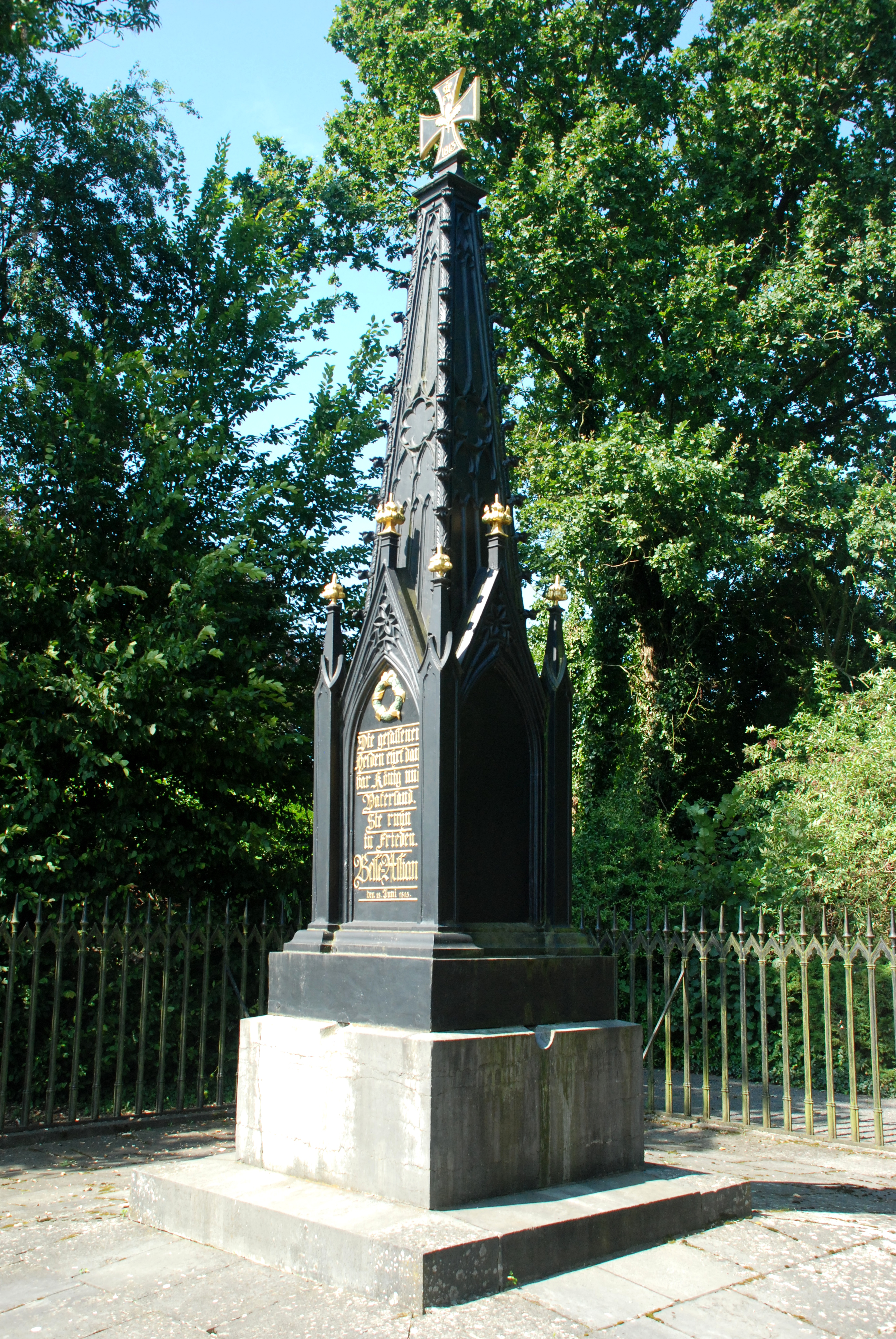
Belle Alliance-Denkmal in Plancenoit